# Lista de filmes de Saint Seiya

Devido à alta popularidade da série no Japão e no resto do mundo, quatro filmes baseados em Saint Seiya foram lançados nos cinemas entre 1987 e 1989, enquanto a série de televisão original ainda estava no ar. As tramas desses filmes não obedecem à cronologia das histórias do mangá ou anime e, portanto, não se sabe em que ponto os eventos dos filmes ocorrem. Um quinto filme chamado Prólogo do Céu foi lançado em 2004, originalmente destinado a iniciar uma continuação do mangá. Um sexto filme, A Lenda do Santuário, estreou em 2014.
Os dois primeiros filmes receberam um lançamento teatral na França com o título Les Chevaliers du Zodiaque: La Légende de la Pomme d'Or e La Guerre des Dieux, onde Cavaleiros do Zodíaco estava em sua popularidade principal naquele país. Esses filmes nunca foram lançados nos EUA até que foi anunciado pela Discotek Media em 2012 que eles haviam adquirido os direitos dos quatro primeiros filmes em um conjunto de dois discos. Os DVDs contêm a faixa de áudio original em japonês com legendas em inglês.

## O Santo Guerreiro(1987)
Saint Seiya (聖闘士星矢, Seinto Seiya), retitulado Seinto Seiya: Jashin Erisu (聖闘士星矢 邪神エリス, lit. Saint Seiya: Deusa Maligna Eris) é o primeiro filme de Saint Seiya. Foi lançado em 18 de julho de 1987 no festival de cinema Toei Manga Matsuri. No Brasil, foi lançado em 19 de junho de 1995 diretamente em mídia doméstica pela AB Films com o título Os Cavaleiros do Zodíaco: O Santo Guerreiro.
Quando Seiya, Hyoga e Shun visitam Saori (Athena) no orfanato, eles encontram uma funcionária chamada Eiri Clarissa Aizawa (Irina).  Eri gosta de Hyoga e uma noite eles se sentam do lado de fora observando as estrelas. Eles veem uma estrela cadente e Hyoga pede a Eri para fazer um desejo. Depois que Hyoga sai, no entanto, Eri se torna poderosamente atraída pela estrela cadente e vagueia sozinha pela floresta, onde encontra uma maçã dourada. Ela é então possuída por Eris, a Deusa da Discórdia, e sequestra Athena, planejando usar a maçã dourada para sugar sua energia, reencarnar totalmente e dominar o mundo. Eris deixa uma mensagem para os Cavaleiros de Bronze, que partem para o templo da deusa que aparece nas montanhas. Lá, os heróis lutam contra os cinco Cavaleiros Fantasmas: Maya de Sagitta, Orfeu de Harpa, Kraisto de Cruzeiro do Sul, Yan de Escudo e Jaga de Orion.

## A Grande Batalha dos Deuses(1988)
Seinto Seiya: Kamigami no Atsuki Tatakai (聖闘士星矢 神々の熱き戦い, lit. Saint Seiya: A Batalha Acalorada dos Deuses) é o segundo filme anime da Toei Animation baseado no mangá Saint Seiya. Ele estreou em 12 de março de 1988 no festival de cinema Toei Manga Matsuri junto com as versões cinematográficas de Lady Lady!!, Bikkuriman e Kamen Rider Black. A trilha sonora foi composta por Seiji Yokoyama e lançada no CD Saint Seiya Original Soundtrack IV – The Heated Battle of the Gods. No Brasil, o filme foi lançado em 19 de junho de 1995 diretamente em mídia doméstica com o título Os Cavaleiros do Zodíaco: A Grande Batalha dos Deuses.
Na Sibéria, Hyoga salva um homem que está sendo atacado. Ferido, o homem consegue apenas dizer algo sobre Asgard. Alguns dias depois, Saori, Seiya, Shiryu e Shun estão se perguntando sobre Hyoga e decidem ir a Asgard para investigar. Em Valhalla, o Senhor de Asgard, Dolbar, diz que nem ele e nem sua mão direita, Loki, ouviu falar de nenhum Hyoga. No entanto, em todos os momentos Seiya e os outros podem sentir um cosmo maligno emanando de Loki e dos outros Cavaleiros de Odin chamados Guerreiros Deuses. Shiryu, em particular, percebe um cosmo familiar vindo de Midgard, um misterioso e mascarado Guerreiro Deus. Dolbar deixa claro que está tentando assumir o controle de Asgard e do Santuário, aprisionando Atena em uma dimensão estranha dentro da estátua gigante de Odin. Midgard se revela como Hyoga e tenta matar Shiryu para provar a si mesmo para Dolbar. Assim, é tarefa dos Cavaleiros de Bronze derrotar Dolbar, Loki e o resto dos Guerreiros Deuses, para salvar Athena e Hyoga.
Devido à popularidade deste filme, a Toei Animation criou a saga Asgard para o anime, que não apareceu originalmente no mangá e se passa entre os arcos Santuário e Poseidon da história.

## A Lenda dos Defensores de Atena
Seinto Seiya: Shinku no Shōnen Densetsu (聖闘士星矢 真紅の少年伝説, lit. Saint Seiya: A Lenda do Garoto Carmesim) é o terceiro filme anime da Toei Animation baseado no mangá Saint Seiya. Ao contrário de seus antecessores, que estrearam nos festivais de cinema Toei Manga Matsuri, esta edição foi exibida no Weekly Jump 20th Anniversary Festival junto com a versão animada do filme Sakigake!! Otokojuku. No Brasil, o filme foi lançado nos cinemas em 14 de julho de 1995 pela AB Films, primeiramente com o título Os Cavaleiros do Zodíaco: O Filme, mais tarde reintitulado para Os Cavaleiros do Zodíaco: A Batalha de Abel, e finalmente para seu título atual, Os Cavaleiros do Zodíaco: A Lenda dos Defensores de Atena. Foi o primeiro filme de Saint Seiya a ser lançado diretamente nos cinemas no Brasil.
Atena recebe a visita de Febo Abel, seu irmão mais velho e Deus da Coroa Solar. Ele a informa que veio para destruir a humanidade como punição por sua corrupção, assim como foi feito nos tempos antigos. Ele dispensa Seiya e os Cavaleiros de Bronze, pois ela agora será guardada pelos três Cavaleiros da Coroa do Sol de Abel, Atlas de Carina, Jaô de Lince e Berengue de Coma Berenices, e os cinco Cavaleiros de Ouro ressuscitados que morreram na batalha do Santuário: Saga de Gêmeos, Deathmask de Câncer, Shura de Capricórnio, Camus de Aquário e Afrodite de Peixes. Quando Atena se rebela contra o plano de Abel, ele a ataca, enviando sua alma para os Campos Elísios, o lugar de descanso final do qual não há retorno. Os Cavaleiros de Bronze imediatamente correm para o Santuário para salvá-la e, finalmente, derrotar Abel.
Ao contrário dos outros filmes de Saint Seiya feitos na década de 1980, este foi um filme completo, com uma duração de 75 minutos. Os eventos ocorrem em algum momento após a saga Poseidon e antes da saga dos Anjos Caídos (4º filme).

## Os Guerreiros do Armagedon(1989)
Seinto Seiya: Saishū Seisen no Senshitachi (聖闘士星矢 最終聖戦の戦士たち, lit. Saint Seiya: Os Guerreiros da Última Guerra Santa) é o quarto filme de Saint Seiya, lançado em 18 de março de 1989 no festival Toei Manga Matsuri. A trilha sonora foi composta por Seiji Yokoyama e lançada no CD Saint Seiya Original Soundtrack VIII – Warriors of the Final Holy Battle. No Brasil, o filme foi lançado em 22 de setembro de 1995 diretamente em mídia doméstica pela AB Films com o título Os Cavaleiros do Zodíaco: A Batalha Final, que foi posteriormente alterado para Os Cavaleiros do Zodíaco: Os Guerreiros do Armagedon.
A trama envolve a vinda de Lúcifer ao Santuário, onde seus subordinados sistematicamente eliminam os Cavaleiros de Ouro sobreviventes. Atena vai a Lúcifer pedir paz, colocando-se em perigo. Os Cavaleiros de Bronze devem então vir em seu socorro, destruindo os Anjos Caídos de Lúcifer (Seima Tenshi em japonês) no processo.

## Os Cavaleiros do Zodíaco: Prólogo do Céu
Seinto Seiya: Tenkai-hen Josō 〜Overture〜 (聖闘士星矢　天界編 序奏 〜overture〜, lit. Saint Seiya: O Prólogo da Saga dos Céus ~Abertura~) é o quinto filme de Saint Seiya, criado em comemoração aos anos de carreira de Masami Kurumada e lançado nos cinemas japoneses em 14 de fevereiro de 2004. No Brasil, o filme foi lançado nos cinema pela PlayArte em 2 de novembro de 2006 com o título Os Cavaleiros do Zodíaco: Prólogo do Céu.
Após o sucesso da série OVA de Hades: A Saga do Santuário, este filme serviu como uma continuação da saga de Hades. Ferido após seu confronto com Hades, Seiya está em uma cadeira de rodas e em estado vegetativo sob os cuidados de Saori. A Deusa Ártemis, a irmã mais velha de Saori, vem à Terra e faz um acordo com ela. Em troca de restaurar a mente e o corpo de Seiya, ela assumirá o controle do Santuário. Agora Seiya e seus companheiros Cavaleiros de Bronze devem lutar contra Zeus e seus anjos para restaurar sua pátria. Esperando que isso traga paz à Terra, Saori vai ao Santuário e começa a derramar seu sangue. Ao invadir o Santuário, os Cavaleiros de Bronze descobrem que Atena foi banida por Ártemis e decidem lutar contra a Deusa da Lua para resgatar sua verdadeira deusa e libertar a Terra do controle sinistro de Ártemis.
O filme se concentra principalmente em Seiya e Atena, já que os outros Cavaleiros de Bronze não são tão vistos; eles só aparecem durante suas respectivas lutas com os outros Anjos, e brevemente no final. No entanto, Marin de Águia também aparece, assim como Shaina de Serpentário, Jabu de Unicórnio e Ichi de Hidra, embora os três últimos sejam apenas participações especiais. O filme também tem um final muito ambíguo, com muitos pontos da trama não resolvidos.

## A Lenda do Santuário(2014)
Saint Seiya: Legend of Sanctuary (聖闘士星矢 レジェンド・オブ・サンクチュアリ, Seinto Seiya Rejendo Obu Sankuchuari) é um filme de ação de artes marciais de fantasia em animação CG japonês de 2014 produzido pela Toei Animation, dirigido por Keiichi Sato e escrito por Tomohiro Suzuki. É baseado no mangá Saint Seiya de Masami Kurumada. É o sexto filme baseado na série. A Lenda do Santuário foi lançado no Japão em 21 de junho de 2014, enquanto estreou no Festival de Cinema de Animação de Annecy em 11 de junho de 2014. A trama se concentra em cinco jovens guerreiros conhecidos como Cavaleiros que têm a missão de proteger Saori Kido, a reencarnação da deusa Atena dos inimigos no Santuário.

## Live-action(2023)
Um filme live-action foi anunciado na Comic Con Brasil 2016. Em 21 de setembro de 2021, o The Hollywood Reporter informou que Tomasz Baginski dirigirá o filme live-action, Josh Campbell e Matt Stuecken escreverão o roteiro e Andy Cheng será o coordenador de dublês e coordenador de lutas que estrelará Mackenyu como Seiya. Madison Iseman como Sienna (Atena), Sean Bean como Alman Kiddo e Diego Tinoco como um homem contratado para matar a deusa vulnerável. Famke Janssen, Nick Stahl e Mark Dacascos também estão no elenco. A produção em filme será filmada na Hungria e na Croácia.